# Intuition (phénoménologie)
Pour les articles homonymes, voir Intuition (homonymie).
La phénoménologie confère à l'intuition une place de premier plan dans l'ordre de la connaissance. Elle est à la fois l'acte par excellence de la connaissance et le phénomène par lequel la chose elle-même se donne au sujet. Emmanuel Levinas écrit dans son ouvrage la Théorie de l'intuition dans la phénoménologie de Husserl : « les Méditations cartésiennes [...] exposent la théorie phénoménologique de l'intuition en tant que théorie de la vérité sachant que la vérité est l'apparaître des choses mêmes, par-delà les images et les mots ».

## Perspective générale
Le Dictionnaire des concepts présente l'intuition comme un « mode de la connaissance immédiate par lequel le sujet se met en rapport avec un objet sans médiation du raisonnement ». Kant écrivait dans la Critique de la raison pure « de quelque manière et par quelque moyen qu'une connaissance puisse se rapporter à des objets, le mode par lequel elle se rapporte immédiatement à eux et que toute pensée prend comme moyen pour les atteindre est l'intuition ».
Si l'intuition est donc bien pour un sujet le moyen d'acquérir une connaissance, tout le débat philosophique se porte sur l'extension du champ de cette connaissance possible. Ainsi, alors que pour Kant il n'y a d'intuition que de données sensibles, l'intuition va désigner chez Husserl tout acte remplissant en général une visée préalable, acte sans lequel, rien ne serait donné et donc pensé. Il y a de ce fait une multiplicité d'intuitions : l'intuition d'une chose individuelle ou d'une généralité comme homme en général ou bien l'intuition d'une vérité logique .
En réservant l'intuition aux données sensibles Kant mettait de côté la « chose en soi », l'intuition devient dans la phénoménologie, la façon dont les choses apparaissent dans leur essence propre, elles ne sont pas autre chose que la totalité de leurs manifestations.
Natalie Depraz, souligne l'importance phénoménologique du concept « la philosophie de Husserl confère à l'intuition entendue comme donation originaire de l'objet à la conscience une place de premier ordre dans la connaissance, jusqu'à en faire, au paragraphe 24 des Idées Directrices, le « principe des principes » de la démarche philosophique ». Natalie Depraz poursuit « L'intuition dont un autre nom est l'évidence apodictique, est tout à la fois l'acte par excellence de connaissance et la donation de la chose elle-même au sujet ».

## L'intuition chez Kant
Chez Kant, l'intuition devient le mode sur lequel le sensible nous est donné comme objet à connaître. 

« De quelque manière et par quelque moyen qu'une connaissance puisse se rapporter à des objets, le mode par lequel elle se rapporte immédiatement à eux et que toute pensée prend comme moyen pour les atteindre est l'intuition (Emmanuel Kant) cité par Georges Pascal »

Il ne peut y avoir d'intuition que du sensible, dans l’espace et le temps, d'où il suit qu'il ne peut donc y avoir d’intuition d’essence, de classes, de genres etc. Incapable par elle-même de penser les concepts, l'intuition est aveugle sans les déterminations et les connexions de l'entendement. La distinction entre intuition empirique et pensée n'est pas aussi tranchée qu'il paraît. Il y a déjà dans l'intuition empirique, une pensée, un comprendre, et aussi essentiellement de l'imagination. Kant montre qu'en toute intuition il y a plus que le divers donné dans la sensation. Les rapports de juxtaposition, d'avant-après, de post-position ne sont pas donnés par les organes des sens et pourtant la matière du phénomène est ordonnée dans ces rapports. Les rapports selon lesquels le divers nous est donné sous forme ordonnée ne sont pas des sensations, ils appartiennent à des affections c'est-à-dire à notre spontanéité se trouver déjà prêt dans l'esprit commente Heidegger.
Kant met ensuite de côté ce qu'il appelle les intuitions pures (indépendantes de toute expérience), ou formes a priori de la « sensibilité » qui sont l'« espace » et le « temps ». Il faut quelque chose comme le temps et l'espace qui tels des cadres universels permettent de percevoir les choses. L'espace (les trois dimensions) est la forme du sens externe, le temps la forme nécessaire à la perception dans la durée des « états d'âme ».
Kant distingue le « sens interne » ou expérience empirique de l'étant que nous sommes nous-mêmes, c'est-à-dire la conscience empirique de soi. Dans cette « intuition » ce qui se montre ce ne sont pas des phénomènes mais des « états » (représentations, volitions, sentiments), rapidement changeants selon une succession c'est-à-dire selon l'écoulement du temps. Kant en conclut que le temps est donc la forme du sens interne écrit Heidegger .
À l'inverse l'espace apparaît comme la condition formelle de l'apparition des choses physiques. Kant l'appelle « intuition externe ». « En résumé ; l'espace est la forme pure de l'intuition externe, le temps la forme pure de l'intuition interne ».
Puis Kant dégage ce qu'il appelle les formes a priori de l'entendement qui seront les catégories. « Les catégories ou concept purs sont des manières pour l'esprit humain d'ordonner le divers donné dans l'intuition ». Par elles-mêmes ces formes ne nous font rien connaître, il faut leur adjoindre une intuition sensible, ce qui implique qu'il est exclu de saisir par leur moyen une réalité transcendante. Par exemple les concepts de substance et de causalité sont des catégories.
« Aux yeux de Kant, il ne saurait y avoir de « pensée », c’est-à-dire de jugement, [...] qu’à condition qu’il y ait un quelconque « acte de l’esprit ». Toute synthèse renvoie nécessairement à un acte de la spontanéité du sujet, et ne saurait provenir de la seule sensibilité, par définition passive. C’est ce point précis que Husserl va rejeter, en arguant que Kant « manque » l’expérience qu’il cherchait précisément à analyser, parce que celui-ci, du fait de sa métaphysique et en particulier de la doctrine des facultés, est incapable de « reconnaître l’existence de liaisons dans la chose même » », écrit Eric Clémençon dans son compte rendu de l'ouvrage de Pierre-Jean Renaudie, intitulé Husserl et les catégories.

## La percée de Husserl
C'est sous l'intitulé de « La percée et l'élargissement » que Jean-Luc Marion dans son livre (Réduction et donation), ouvre le premier chapitre consacré à la pensée d'Husserl. Il note que le philosophe avait déjà atteint dans ses Logische Untersuchungen ou  Recherches logiques , soit dès 1900-1901, le principe de l'« intuition catégoriale » . Ce chemin n'a pu être parcouru sans quelques mises à l'épreuve et nouvelles interprétations de concepts philosophiques fondamentaux légués par la tradition.

### La connaissance
La théorie de la connaissance bute sur la justification de la correspondance entre la pensée et le cours des choses par quoi se définit cette connaissance. Selon Emmanuel Levinas, Husserl résout cette question car selon lui « nous ne sommes pas dirigés sur la représentation, sur l'objet mental, image ou symbole plus ou moins fidèle de l'objet réel. Nous sommes orientés immédiatement sur l'être [...] L'idée d'un sujet, qui aurait à atteindre et à imiter son objet se présente dès lors comme absurde ».
D'autre part Husserl opte pour un processus dynamique d'une connaissance comportant deux actes successifs, une intention signifiante suivie d'une intuition remplissante. Il y aura connaissance quand une intention se dirige vers un objet et se remplit dans une intuition qui lui fournit un contenu. Mais le principe d'« adéquation de la pensée à son objet » va prendre selon Levinas une nouvelle forme : « l'adéquation de la pensée et de l'objet sera la confirmation de l'intention symbolique par l'intention intuitive [...] La place de la vérité n'est donc plus dans le jugement qui relie deux concepts mais dans l'intention qui saisit l'objet ». L'intuition devient l'élément central de la connaissance. Sur l'exemple du morceau de cire, Husserl remarque que celui-ci m'apparaît tel avant que je m'interroge sur la manière dont il m'apparaît. Husserl parle de perception intuitive. « Cette intuition est assurément sensible mais si elle n'est pas la perception singulière d'une donnée sensorielle [...] elle est cependant une perception simple puisqu'elle est immédiate et non une déduction[...] Les choses ne sont pas composées à partir de sensations brutes que recevrait d'abord la sensibilité » écrit Robert Legros dans sa contribution à la revue Épokhé.
Parce que dans nos représentations nous pouvons avoir affaire à des objets imaginaires ou nous tromper Husserl introduit une distinction entre l'acte « signitif » ou significatif, qui donne le sens d'un objet représenté et un acte de « remplissement », qui atteindra l'objet existant que l'on nomme « intuition »  . Dans ce schéma, l'intention significative est vide par elle-même, elle aura besoin de la plénitude que lui apporte l'intuition.
Un acte significatif dit simplement quelque chose d’un objet. Si cet objet est donné effectivement dans un acte d’intuition correspondant, si je vois effectivement qu’il est tel que je le décrivais (ou, au contraire, qu’il n’est pas ainsi), alors la simple signification acquiert une valeur de vérité. Les actes significatifs concernent toute notre vie consciente représentative; toutes les fois où nous nous exprimons et visons un objet sans qu'il soit nécessairement présent par lui-même devant nous. Si l'intention significative est a priori vide, elle peut néanmoins se réaliser en une image ou une perception. La sphère des actes significatifs correspond à toutes les formes d'actes objectivants , perception, jugement, conjonction.
Les actes de remplissement ou intuitifs correspondant à l'intuition désignent chez Husserl « tout acte remplissant en général, sans lequel rien n'est donné et donc pensé. Il y a de ce fait une multiplicité d'intuitions ; l'intuition d'une chose individuelle ou d'une généralité comme homme en général ; l'intuition d'une vérité logique » résume Emmanuel Housset. Husserl résout, avec l'« intuition catégoriale » , le problème du remplissement des objets idéaux qui impose de trouver l’intuition correspondante à un objet qui n’a pas de strict corrélât empirique, comme le triangle, la ligne, l’ensemble des objets géométriques ou des idéalités conceptuelles,. Pour Husserl, « rien n'échappe à l'intuition (ni le sensible, ni l'essence, ni la forme catégoriale) [...] parce que tout se donne même si tout ne se montre pas de la même façon ».

### L'évidence
L'évidence est une « intentionnalité » où l'objet est en personne devant la conscience tel qu'il a été signifié. Dans la compréhension la plus courante, le concept d'évidence entraîne une certitude claire et manifeste par elle-même que l'esprit ne peut refuser. « L'intuition du vécu par lui-même constitue le modèle de toute évidence originaire ». En phénoménologie, l'évidence est toujours l'évidence d'un donné. Dans la tradition  « l'évidence apparaît grâce à un dévoilement, la forme évidente se donne comme étant déjà là avant d'être découverte » écrit Robert Legros dans sa contribution à la revue Épokhé. Selon Emmanuel Housset, Husserl, élargit le concept d'évidence qui conduit « à le comprendre comme une expérience dans laquelle la chose se présente à la conscience avec sa manière d'être (possible, existante, par esquisses ou non etc..) ». Emmanuel Housset, écrit : « l'évidence n'est plus un mode subjectif de présence à soi mais un mode de donnée des choses ».
Comme le résume Emmanuel Levinas, Husserl aurait ramené l'être à l'intuition en même temps qu'il l'élargissait au delà de l’intuition sensible. « Sa théorie de l’intuition permet de prendre en considération les « différents plans de l’être » (sensible, catégorial, éidétique,…). Deuxièmement, Levinas insiste sur la véritable « transformation » dont a fait l’objet, dans la phénoménologie de Husserl, le concept de vérité. Le critère de la vérité n’est plus en effet la célèbre « adequatio rei et intellectus » ».

### Les modes de donation
Husserl étend la compréhension de l'intuition des objets singuliers jusqu'à l'intuition des essences.. Il n'y a pas de perception sans jugement, soit du plus simple correspondant au jugement d'existence par la copule est, soit à partir d'un acte plus complexe que le jugement intentionne comme par exemple « l'arbre est vert ». Ce nouvel objet « arbre-vert » est « un objet composé d'objets qui le constituent arbre et verdure, dans un certain rapport l'un avec l'autre. C'est ce rapport que Husserl intègre à la sphère objective de l'intention n'étant plus considéré comme une simple liaison subjective de représentations » écrit Emmanuel Levinas.

### L'intuition catégoriale
L'« intuition catégoriale » correspond à l'élargissement du concept d'intuition hérité de Kant. « La différence entre intuition sensible et intuition catégoriale, c’est que la première est simple, visant directement un objet qui lui est donné immédiatement, tandis que la seconde est fondée, fondée sur d’autres actes et plus précisément sur les intuitions simples ». Par cette notion, Husserl accepte au titre de donation originaire les formes collectives (une forêt, un défilé) et les formes disjonctives (A plus clair que B), et non plus seulement les données sensibles ; cette extension élargit considérablement le domaine de la réalité, les catégories ne sont plus des formes subjectives mais peuvent être appréhendées comme choses étantes. Husserl « parvient à penser le catégorial comme donné, s'opposant ainsi à Kant et aux néo-kantiens qui considéraient les catégories comme des fonctions de l'entendement »,écrit Alain Boutot,. Il faut comprendre cette expression d'« intuition catégoriale » comme « la simple saisie de ce qui est là en chair et en os tel que cela se montre » nous dit Jean Greisch. Appliquée jusqu'au bout cette définition autorise le dépassement de la simple intuition sensible soit par les actes de synthèse (exemple du troupeau de moutons, d'une foule qui manifeste, enfin encore plus simple et plus évident de la forêt qui est manifestement autre chose qu'une série d'arbres), soit par des actes d' idéation. Avec l'Idéation (l'espèce et le genre), l' « intuition catégoriale » constitue de nouvelles « objectités ».

### Les formes catégoriales
On appelle « forme catégoriale » toutes les structures qui constituent des objets composés d'objets plus simples perçus conjointement et faisant sens. Emmanuel Levinas, écrit : « les formes, ont une fonction essentiellement différente de la matière et délimitent la sphère du catégorial. [...] les particules comme « est », « et », « ou », « un », etc.. ne se trouvent pas dans l'objet de la même manière ». La caractéristique essentielle de la forme catégoriale est « d'être tout à fait indifférente à la matière qu'elle embrasse.
La forme conjonctive et et la forme disjonctive ou, la forme quelque chose, s'appliquent indifféremment à tous les genres que nous pouvons penser, l'homme et l'animal, la perception et le souvenir » écrit Emmanuel Levinas. Seule la matière peut être donnée dans l'objet perçu, c'est pourquoi il est difficile de concevoir l'intuition d'une forme catégoriale. Mais comme insiste Emmanuel Levinas « le concept d'intuition ne se définit pas par les caractères qui sont propres à la perception sensible mais par le fait de réaliser la signification par l'évidence [...] Nous pouvons donc élargir la notion d'intuition, car sa fonction dans la sphère des catégories , est analogue à celle qu'elle exerce dans la sphère sensible », ce qui est le cas dans l'intuition des formes. Il y a une communauté profonde entre intuition sensible et intuition catégoriale conclut cet auteur.
À la vieille question « qu’est-ce que saisir une multiplicité ou une diversité (d’objets) en tant qu’unité d’un divers ? La position de Husserl est on ne peut plus claire : il n’est nul besoin d’un acte de l’entendement, et c’est l’intuition sensible qui nous donne des contenus déjà liés, déjà organisés. Contre le postulat kantien d’un divers inorganisé, « rhapsodique », Husserl affirme que le donné est déjà lié dans des touts sensibles possédant une organisation immanente. ».

## Les héritiers d'Husserl

### Martin Heidegger
En relevant cette phrase de Martin Heidegger, tirée de Questions IV : « le tour de force de Husserl a consisté dans la mise en présence de l'être, phénoménalement présent dans la catégorie. Par ce tour de force, j'avais enfin un sol, être n'est pas un simple concept, une pure abstraction obtenue grâce à un travail de déduction » Jean-Luc Marion souligne l'importance que ce philosophe accorde, à la découverte de l'« intuition catégoriale » pour son propre chemin de pensée.
S'agissant de l'intuition proprement dite, Martin Heidegger dans son interprétation de la Critique affirme qu' il n'y a de connaissance synthétique a priori que sur la base d'une intuition fondatrice originaire qui seule rend possible la synthèse. Prenant acte que dans toute intuition empirique il y a plus que le divers donné dans la sensation, et que donc toute intuition présuppose un  a priori, Heidegger avance à l'encontre des interprétations néo-kantiennes que ce n'est pas d'un a priori de pensée (les catégories), qu'il s'agit mais de la forme a priori de l'intuition elle-même c'est-à-dire de l'espace et du temps, écrit Jean Greisch

### Maurice Merleau-Ponty
On peut dire que le concept d'intuition n'a pas sa place dans l'univers de Merleau-Ponty. Il écrit dans Phénoménologie de la perception « notre corps est cet étrange objet qui utilise ses propres parties comme symbolique générale du monde et par lequel en conséquence nous pouvons fréquenter ce monde, le comprendre et lui trouver une signification » (p. 284). « Comme « puissance » d’un certain nombre d’actions familières, le corps a ou comprend son monde sans avoir à passer par des représentations, il sait d’avance — sans avoir à penser ce que faire et comment le faire —, il connaît — sans le viser — son entourage comme champ à portée de ses actions » et aussi « C’est le corps qui donne sens à son entourage, nous ouvre accès à un milieu pratique et y fait naître des significations nouvelles, tout à la fois motrices et perceptives ».
Merleau-Ponty (p. 184) écrit « l'expérience révèle sous l'espace objectif, dans lequel le corps finalement prend place, une spatialité primordiale dont la première n'est que l'enveloppe et qui se confond avec l'être même du corps ( d'où la notion de corps propre ou phénoménal ). Être corps, c'est être noué à un certain monde [...] notre corps n'est pas d'abord dans l'espace : il est à l'espace ». Pascal Dupond écrit citant Merleau-Ponty « entre l'intuitionnant et l'intuitionné, « il y a recouvrement ou empiètement. de sorte qu'il faut dire que les choses passent en nous aussi bien que nous dans les choses ».
Étienne Bimbenet souligne l'importance de la fonction symbolique qui nous permet d'objectiver le milieu et de varier nos points de vue sur lui conférant un sens neuf à des conduites vitales. La perception se démultiplie en une multiplicité de perspectives autorisant de viser une chose comme cette chose qu'elle est, « sous telle perspective immédiatement donnée, mais également projeté comme l'invariant d'une multiplicité d'aspects ».